# Universidad Eclesiástica San Dámaso
La Universidad Eclesiástica San Dámaso (UESD) es una universidad eclesiástica erigida por la Santa Sede en la Archidiócesis de Madrid (España). Imparte formación en Filosofía, Teología, Literatura Cristiana y Clásica, Derecho canónico y Ciencias Religiosas con validez oficial en todas las universidades. Su nombre está tomado del Papa de origen hispánico San Dámaso I [cita requerida].
Se encuentra localizada en la calle Jerte, en el centro de Madrid, junto a la célebre basílica de San Francisco el Grande, los Jardines de las Vistillas y contigua al Seminario Conciliar de Madrid, donde está la sede de la biblioteca y de la Facultad de Literatura Cristiana y Clásica San Justino. Su lema es "Veritatis Verbum communicantes" ("Transmisores del Verbo de la verdad").
Su Gran Canciller es José Cobo Cano. Su rector es Nicolás Álvarez de las Asturias.

## Historia
La Universidad san Dámaso está ligada a los estudios impartidos en el Seminario Conciliar de Madrid, cuya sede actual fue inaugurada en 1906. En 1967, se erige un 'Estudio teológico" a partir de la actividad docente propia del seminario, quedando ligado a la Universidad Pontificia de Salamanca. 
A lo largo de los años, se van erigiendo instituciones académicas en el ámbito del seminario, dedicadas a la docencia de diferentes disciplinas: catequesis y ciencias religiosas (1977), liturgia (1987)... Hasta que en 1990 es aprobado por la Congregación para la Educación Católica el Centro de Estudios San Dámaso, siendo Arzobispo de Madrid el cardenal Antonio María Rouco Varela. 
Seis años más tarde, pasa a erigirse Facultad de Teología. A partir de entonces se añaden nuevas instituciones dedicadas a más disciplinas del ámbito eclesial: Derecho Canónico (2007), Filosofía (2008), nuevo Instituto Superior de Ciencias religiosas (2012).
En 2011 la Congregación para la Educación Católica erigió la Universidad Eclesiástica San Dámaso en la que quedan integradas las Facultades de Teología, Filosofía, Derecho Canónico, Literatura Cristiana y Clásica San Justino y el Instituto Superior de Ciencias Religiosas. Desde 2011 hasta 2024 desempeña el cargo de rector Javier Mª Prades López. El día 6 de agosto de 2024 se hace público el nombramiento del nuevo rector. 
En 2022, el Cardenal Carlos Osoro, Gran Canciller de la Universidad hasta julio de 2023, concedió la medalla de oro de la Universidad Eclesiástica San Dámaso a Benedicto XVI y al Cardenal Rouco Varela.

## Organización académica
La Universidad San Dámaso cuenta con cuatro Facultades (Teología, Derecho Canónico, Filosofía y Literatura Cristiana y Clásica) y un Instituto Superior (Ciencias Religiosas). Ofrecen estudios de grado, máster y doctorado, así como títulos propios específicos en cada Facultad.

### Facultad de Teología

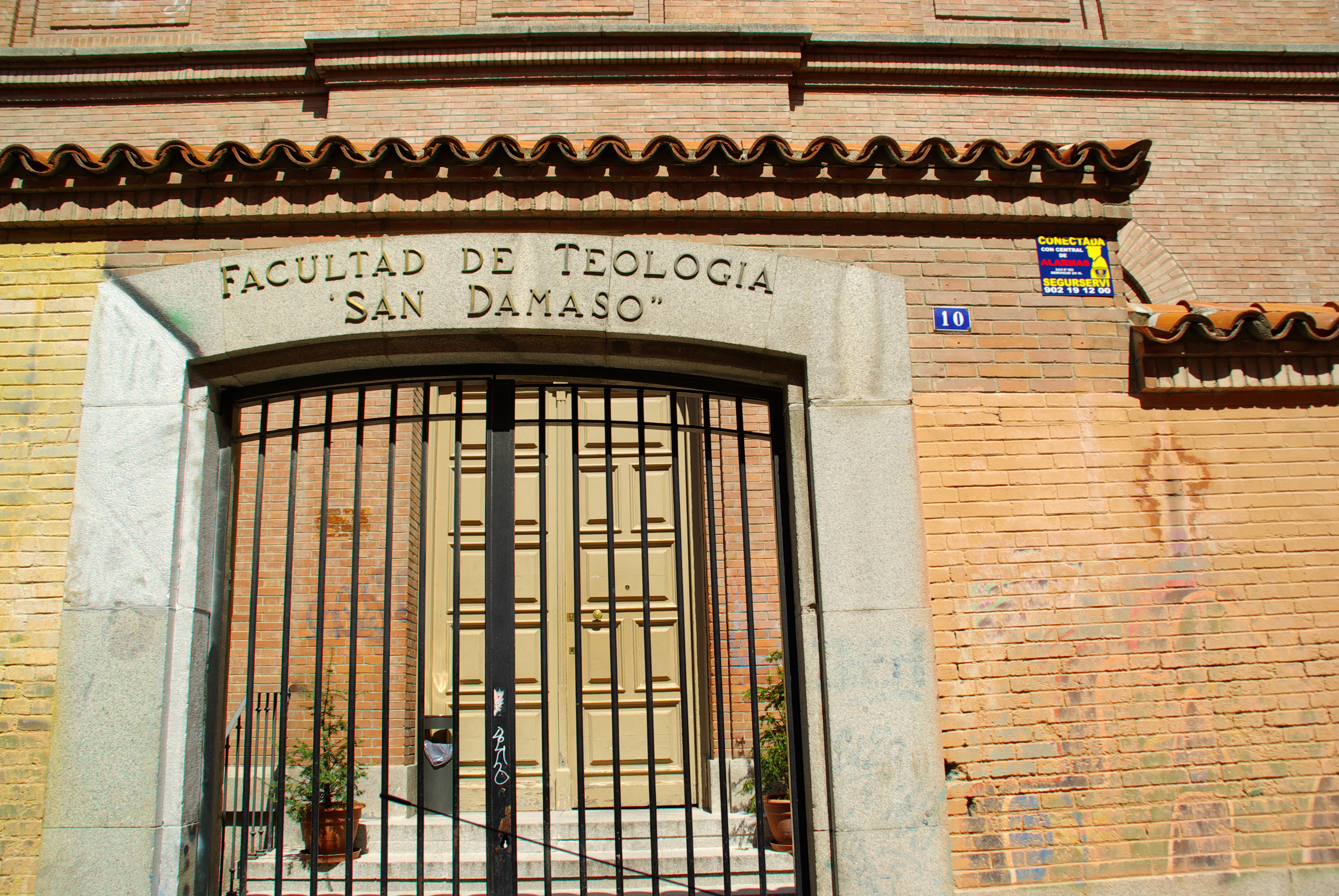
Fachada de la Facultad de Teología en abril de 2010

En 1967 se erige el Estudio Teológico como prolongación de la actividad docente que, desde su fundación, venía desarrollando el Seminario Diocesano de Madrid. En 1990, la Congregación para la Educación Católica erigió canónicamente el Centro de Estudios Teológicos "San Dámaso" y aprobó sus estatutos. 
En 1995, el entonces Arzobispo de Madrid, Antonio María Rouco Varela, inició las gestiones para la constitución de la Facultad de Teología. Un año después, la nueva Facultad es erigida, por la Congregación para la Educación Católica, en la que queda integrado el Instituto Superior de Ciencias Religiosas "San Dámaso". 
En 1999 su sede se traslada al número 10 de la madrileña calle Jerte. Y en 2011, la Facultad queda integrada en la Universidad Eclesiástica San Dámaso. En ella estudian los seminaristas de la Provincia eclesiástica de Madrid, de otros seminarios como el seminario castrense, estudiantes de diferentes congregaciones y órdenes religiosas, y movimientos de vida apostólica como el Regnum Christi.
Cuenta con las cátedras de vida consagrada, en colaboración con la Conferencia Episcopal Española y de misionología, en colaboración con Obras Misionales Pontificias de España. Durante el curso 2021/2022, la Facultad celebra su 25 aniversario con actos como las jornadas de actualización pastoral para sacerdotes, en las que imparte una conferencia Lazzaro You Heung-Sik, prefecto de la Congregación para el Clero.

#### Afiliaciones
La Universidad está vinculada a los siguientes centros, a través de su Facultad de Teología:
- Seminario Mayor del Buen Pastor (Benguela - Angola)[18]
- Centro de Estudios del Seminario Mayor San Pelagio (Córdoba)
- Instituto de Teología “Lumen Gentium” (Seminario Mayor de Granada)
- Plan Regional de Estudios del Monasticado de la Región Española de la Orden Cisterciense de la Estrecha Observancia.
- Seminario Conciliar de San Bartolomé de Cádiz
- Instituto Teológico Lucense (Seminario Mayor de Lugo)
- Seminario Pontificio Santo Tomás de Aquino (Santo Domingo - República Dominicana)

Además tiene como agregado al Instituto Superior de Estudios Teológicos “San Ildefonso” (Toledo) y patrocina a los siguientes institutos:
- Instituto Superior de Ciencias Religiosas ”Beata Victoria Díez” (Córdoba)
- Instituto Superior de Ciencias Religiosas “Santa María” (Toledo)

### Facultad de Derecho Canónico
En el año 2007, la Congregación para la Educación Católica erige el Instituto de Derecho Canónico como un instituto sui iuris de la Archidiócesis de Madrid con la facultad de conceder el grado académico de licenciatura en esa materia. Cuatro años más tarde, en 2011, la Congregación para la Educación Católica erige la Facultad de Derecho Canónico, que ese mismo año queda integrada en la nueva Universidad.
Anualmente celebra un curso de formación para los profesionales de los tribunales eclesiásticos en colaboración con el Tribunal de la Rota Romana del Vaticano.

### Facultad de Filosofía
En 2008, la Congregación para la Educación Católica erige la Facultad de Filosofía "San Dámaso" y en 2011 se integra en la recién creada Universidad. 
Cada dos años celebra un congreso-certamen para estudiantes de bachillerato de colegios e institutos con el objetivo de fomentar el pensamiento entre los jóvenes a través de cuestiones como la ciencia, la filosofía, la política o la religión.
En septiembre de 2022 organizó junto a la Universidad Católica Juan Pablo II de Lublin, en Polonia, un simposio internacional sobre estética medieval.

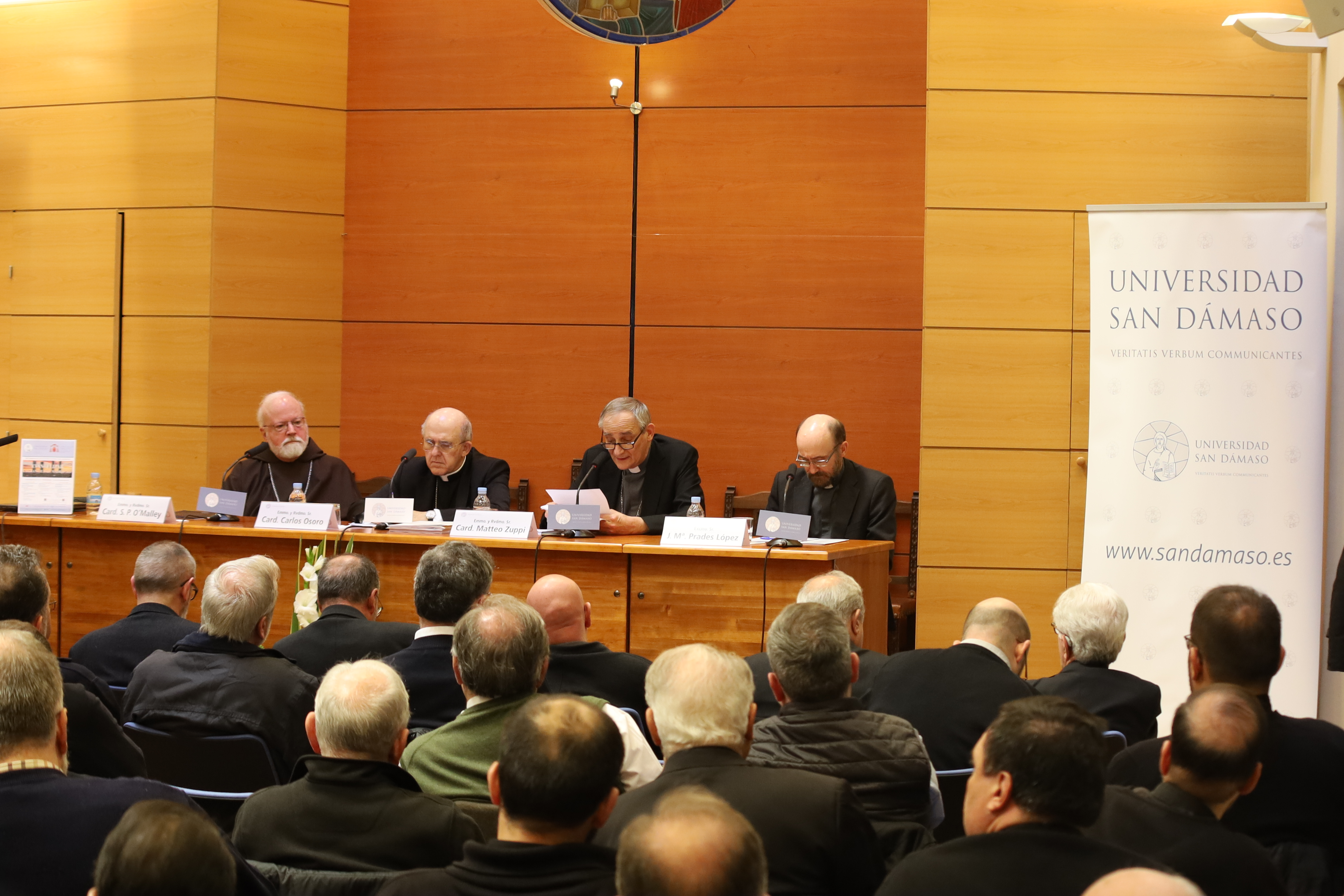
Conferencia en el Aula Pablo Domínguez Prieto, en la Universidad San Dámaso en 2020

### Facultad de Literatura Cristiana y Clásica
En 1987, el por entonces arzobispo de Madrid, Ángel Suquía reconoce por decreto la constitución de la Fundación San Justino, dedicada a la promoción del estudio y el conocimiento de la tradición cristiana, germen del futuro Instituto San Justino. En 1991, el mismo Suquía aprueba la creación del Instituto Diocesano de Filología Clásica y Oriental San Justino, dedicado a la enseñanza de lenguas clásicas y orientales, y dotado de un fondo bibliográfico propio.
En 2008, este instituto diocesano inicia un convenio de colaboración para cursos de latín, griego y etrusco con la Sociedad Española de Estudios Clásicos. En 2010, el instituto "San Justino", merced al decreto de la Congregación para la Educación Católica, se erige en Facultad de Literatura Cristiana y Clásica "San Justino". Y un año después queda integrada en la Universidad Eclesiástica San Dámaso.
La Facultad ofrece la posibilidad de estudiar cursos de lenguas clásicas como arameo, acadio, sumerio, árabe, hebreo, latín, ge'ez, griego, siríaco o Egipcio Clásico.
Anualmente celebra una jornada sobre poesía religiosa y otra sobre la filiación en los inicios de la reflexión cristiana.

### Instituto Superior de Ciencias Religiosas
En 1977, con el objetivo de responder a las necesidades de la Iglesia católica en materia de catequesis y formación, se crea el Instituto Superior de Ciencias Religiosas y Catequéticas. En 1986, la Congregación para la Educación Católica aprueba sus estatutos. Diez años más tarde, la Congregación erige la Facultad de Teología y en ella queda inserto el Instituto Superior de Ciencias Religiosas. Los nuevos estatutos del Instituto serían aprobados en el año 2000.
En 2011 la nueva Universidad San Dámaso absorbió la Facultad de Teología y, por ende, el Instituto. Un año más tarde, se establecieron dos modalidades de estudio en el Instituto: presencial y a distancia. En la actualidad existen más de 20 extensiones a distancia del Instituto en España y América.
En el Instituto Superior de Ciencias Religiosas se imparten las asignaturas exigidas por la Conferencia Episcopal Española para ser profesor de religión católica en los niveles de educación primaria y educación secundaria.  Para impartir la asignatura de religión católica en centros de enseñanza públicos y privados es necesario contar con la DECA (Declaración Eclesiástica de Competencia Académica).

## Servicios

### Biblioteca
Cuenta con más de 190 000 volúmenes, algunos de cierto valor y antigüedad; muchos de ellos salvados por José María García Lahiguera durante el transcurso de la persecución religiosa durante la guerra civil española.[cita requerida]

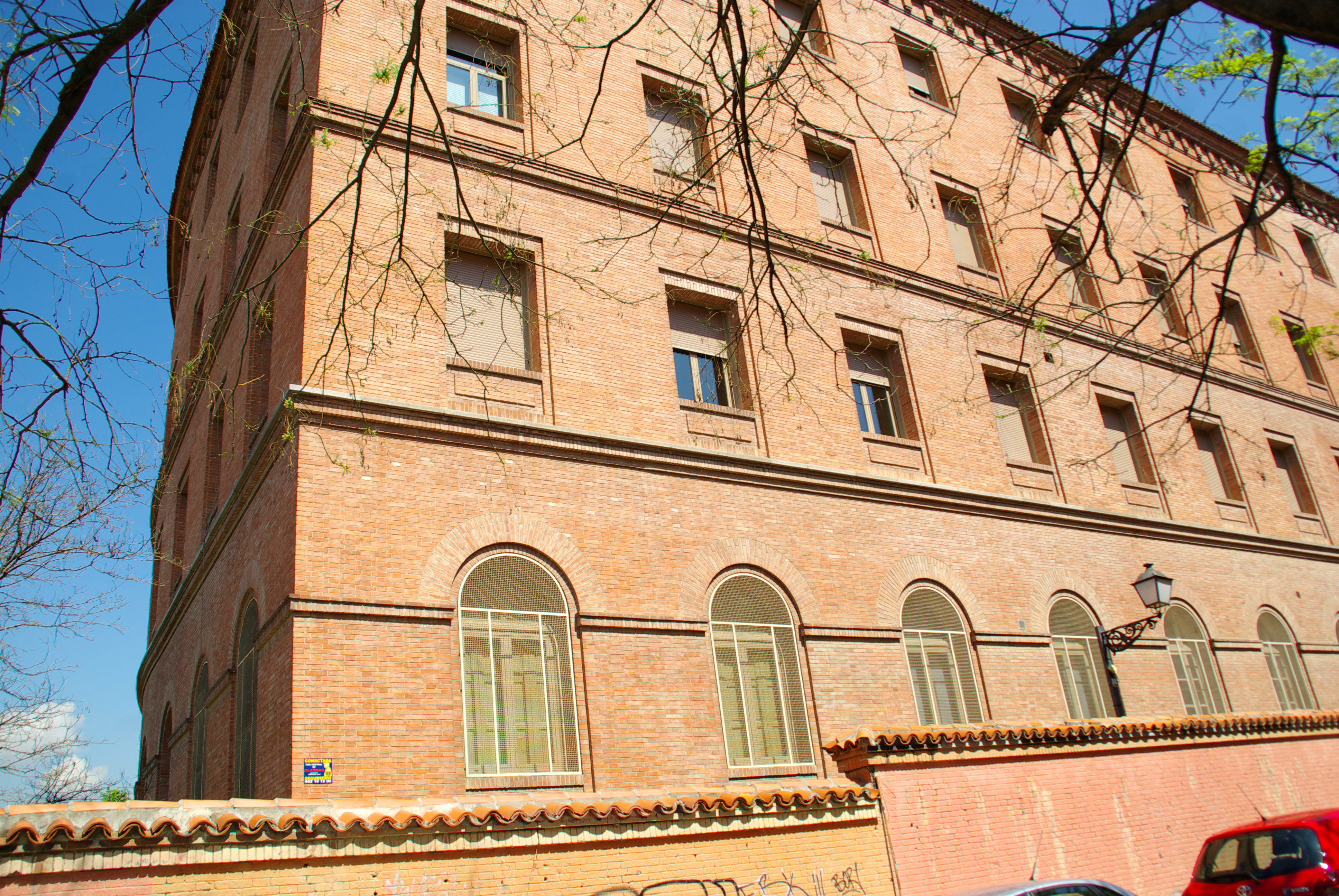
Fachada de la Universidad Eclesiástica San Dámaso, en la calle Jerte (Madrid)

### Revistas y publicaciones
La Universidad ha publicado cierto número de libros correspondientes a las disciplinas que trabaja: el servicio de publicaciones mantiene desde hace años distintas colecciones bibliográficas. Además, sostiene la publicación regularmente de cuatro revistas: Teología y Catequesis, Revista Española de Teología, Estudios bíblicos y Ius Communionis.

## Gobierno
- Cardenal José Cobo Cano: Gran Canciller
- D. Nicolás Álvarez de las Asturias: rector
- D. Ignacio Carbajosa: decano de la Facultad de Teología
- D. Manuel Aroztegi Esnaola: vicedecano de la Facultad de Teología[32]
- D. Robero Serres: decano de la Facultad de Derecho Canónico
- D. José Antúnez: decano de la Facultad de Filosofía
- Dña. Pilar González Casado: decana de la Facultad de Literatura Cristiana y Clásica San Justino
- D. Eduardo Toraño López: director del Instituto Superior de Ciencias Religiosas